# Liste des quartiers de Pittsburgh
La ville de Pittsburgh se compose de quatre-vingt-dix quartiers (neighborhood) répartis en neuf districts électoraux (qui ne suivent pas précisément les frontières des quartiers). Un élu de chaque district siège d'ailleurs à la mairie.

## Liste des quartiers
| - Allegheny Center - Allegheny West - Allentown - Arlington - Arlington Heights - Banksville - Bedford Dwellings - Beechview - Beltzhoover - Bloomfield - Bluff (nommé également Uptown ou Soho) - Bon Air - Brighton Heights - Brookline - California-Kirkbride - Carrick - Downtown Pittsburgh (le centre-ville, également nommé The Golden Triangle) - Central Lawrenceville - Central Northside - Central Oakland - Chartiers - Chateau - Crafton Heights - Crawford-Roberts - Duquesne Heights - East Allegheny - East Carnegie - East Hills - East Liberty - Elliott | - Esplen - Fairywood - Fineview - Friendship - Garfield - Glen Hazel - Greenfield - Hays - Hazelwood - Highland Park - Homewood North - Homewood South - Homewood West - Knoxville - Larimer - Lincoln–Lemington–Belmar - Lincoln Place - Lawrenceville - Manchester - Marshall-Shadeland (ou Brightwood) - Middle Hill - Morningside - Mount Oliver - Mount Washington - New Homestead - North Oakland - North Point Breeze - North Shore - Northview Heights - Oakwood | - Overbrook - Panther Hollow (dépend officiellement de South Oakland) - Perry North (ou Observatory Hill) - Perry South (ou Perry Hilltop) - Point Breeze - Polish Hill - Regent Square - Ridgemont - Saint Clair - Shadyside - Sheraden - South Oakland - Southshore - South Side Flats - South Side Slopes - Spring Garden - Spring Hill–City View - Squirrel Hill - Stanton Heights - Strip District - Summer Hill - Swisshelm Park - Terrace Village - Troy Hill - Upper Hill - Upper Lawrenceville - West End - West Oakland - Westwood - Windgap |